# Robert Gatlin Reeves
Robert Gatlin Reeves (1898 - 1981 ) fue un botánico y agrostólogo estadounidense.

## Algunas publicaciones
- Reeves, RG. 1923. Correlated characters in corn. 34 pp.

### Libros
- Reeves, RG. 1928. A morphological and cytological study of the early stages of sexual reproduction in alfalfa ... Tesis doctoral. 52 pp.

- Mangelsdorf, PC; RG Reeves. 1931. Hybridization of Maize, Tripsacum and Euchlaena. 15 pp.

- ----------------------, ---------------, JW Cameron, E Quintana. 1943. El origen del maíz indio y sus congéneres. Ed. Guatemala [Tipografía Nacional]. 377 pp.

- Reeves, RG; DC Bain. 1946. A flora of south central Texas. Ed. Chicago, Ill., litografiado por W.M. Welch Manufacturing Co.; distribuido por the Exchange Store, A. y M. College of Texas, College Station, Texas. 298 pp.

- ---------. 1953. Comparative morphology of the American Maydeae. Bull. of Texas Agr. Exp. Sta. 761. 26 pp.

- Mangelsdorf, PC; RG Reeves. 1967. The Origin of Corn. Bot. Museum leaflets, Harvard Univ. Botanical Museum 18 (7-11): 112 pp.

- ----------------------, ---------------. 2010. The Origin of Indian Corn and Its Relatives. Edición reimpresa de Kessinger Publ. 320 pp. ISBN 1163139645

- La abreviatura «Reeves» se emplea para indicar a Robert Gatlin Reeves como autoridad en la descripción y clasificación científica de los vegetales.[1]